# Куцаевский
Куца́евский — хутор в Чертковском районе Ростовской области.
Входит в состав Ольховчанского сельского поселения.

## Население
| 2010 |
| ---- |
| 92   |

## Улицы
На хуторе имеется одна улица — Коммунарская.